# والواتس
والواتس (به صربی: Valevac) یک منطقهٔ مسکونی در صربستان است که در کنگاژواتس واقع شده‌است. والواتس ۲۸۱ نفر جمعیت دارد.